# Owen Lovejoy

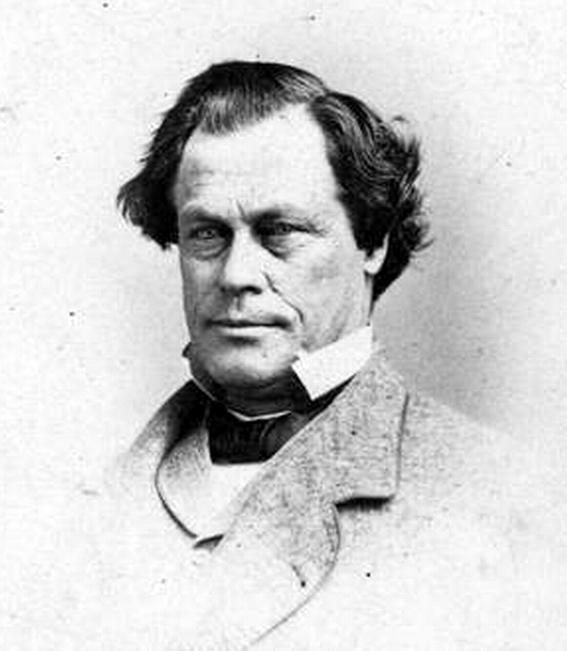
Owen Lovejoy

Owen Lovejoy (* 6. Januar 1811 in Albion, Kennebec County, Massachusetts; † 25. März 1864 in Brooklyn, New York) war ein US-amerikanischer reformierter Pfarrer, Abolitionist und Politiker. Zwischen 1857 und 1864 vertrat er den Bundesstaat Illinois im US-Repräsentantenhaus.

## Leben
Der im heutigen Maine geborene Owen Lovejoy war ein Sohn des kongregationalistischer Pastors Daniel Lovejoy (1776–1833) und seiner Frau Elizabeth Gordon Pattee Lovejoy (1772–1857). Seine Geschwister waren Elijah Parish Lovejoy (1802–1837), Joseph Cammett Lovejoy (1805–1871), Owen Lovejoy (1807–1810), Sybil Pattee Lovejoy Blanchard (1809–1857), Elizabeth Pattee Lovejoy Wiswall (1815–1893) und John Ellingwood Lovejoy (1817–1891). Zudem war er ein Cousin von US-Senator Nathan A. Farwell (1812–1893). Er besuchte die öffentlichen Schulen seiner Heimat und danach bis 1832 das Bowdoin College in Brunswick. Außerdem studierte er Jura, ohne aber jemals als Jurist zu arbeiten. Nach einem Theologiestudium und der folgenden Ordination wurde er wie zuvor schon sein Vater als Geistlicher in der Congregational Church, einer reformierten Kirche, tätig. 1836 kam er nach Alton, wo sein älterer Bruder Elijah Geistlicher und Führer der Bewegung gegen die Sklaverei war. Im Jahr darauf erlebte Owen Lovejoy, wie sein Bruder von einem Mob ermordet wurde. Er schwor, diese Tat niemals zu vergessen, und wurde ebenfalls ein entschiedener Abolitionist, weil die Freiheit aller Menschen eine Gabe Gottes sei. Er begann bei der Underground Railroad mitzuwirken, wo geflüchtete Sklaven aus dem Süden der USA in seinem Haus Zuflucht fanden und nach Kanada geleitet wurden.
Zwischen 1839 und 1856 war er Geistlicher in Princeton. Er organisierte den Zusammenschluss von 115 Congregational Churches von Illinois in der American Missionary Association, die 1846 gegründet wurde. Er war ein begabter und feuriger Redner, politisch wurde er Mitglied der 1854 gegründeten Republikanischen Partei und half die neue Partei aufzubauen. Im selben Jahr war er Abgeordneter im Repräsentantenhaus von Illinois geworden, nachdem er zuvor als Abolitionist gescheitert war. Lovejoy arbeitete damals mit dem späteren Präsidenten Abraham Lincoln zusammen. Die beiden Männer blieben bis zu Lovejoys Tod enge Freunde, obwohl sie nicht immer gleicher Meinung waren und unterschiedliche Vorgehensweisen in der Frage der Sklavenbefreiung wählten. Er unterstützte Lincolns Wahlkämpfe und war später auch im Kongress ein loyaler Helfer des seit 1861 als Präsident amtierenden Lincoln.
Bei den Kongresswahlen des Jahres 1856 trat Lovejoy im dritten Wahlbezirk von Illinois gegen Leonard Swett an und wurde in das US-Repräsentantenhaus in Washington, D.C. gewählt, wo er am 4. März 1857 die Nachfolge von Jesse O. Norton antrat. Nach drei Wiederwahlen konnte er bis zu seinem Tod im Kongress verbleiben. Dort erlebte er die Entwicklung bis zum Ausbruch des Bürgerkrieges und ab 1861 die Ereignisse des Krieges selbst. Von 1861 bis 1863 war Lovejoy Vorsitzender des Landwirtschaftsausschusses; seit 1863 leitete er den Ausschuss zur Verwaltung des Bundesbezirks District of Columbia. Er setzte sich erfolgreich für die Abschaffung der Sklaverei im Bundesbezirk Columbia ein und war auch an der Abschaffung dieser Institution in den Territorien beteiligt. Seit 1863 vertrat er als Nachfolger von William Alexander Richardson den fünften Distrikt seines Staates.
Owen Lovejoy erkrankte im Jahr 1863 an Pocken und starb an Krebs am 25. März 1864 in Brooklyn und wurde auf dem Oakland Friedhof in Princeton in Illinois beigesetzt.

## Familie
Er war seit 1843 mit Eunice Conant Storrs Lovejoy (1809–1899) verheiratet. Sie hatten zusammen sechs Kinder:
- Sarah Moody Lovejoy French (1844–1881)
- Owen Glendower Lovejoy (1846–1900)
- Ida Taylor Lovejoy (1848–1909)
- Sophia Lovejoy Dickinson (1849–1933)
- Elijah Parish Lovejoy (1850–1931)
- Charles Perkins Lovejoy (1852–1914)

## Ehrungen
- Die Stadt Princeton hat in Owen Lovejoys Haus ein öffentliches Museum eingerichtet. Es enthält auch einen versteckten Raum, der damals für geflüchtete Sklaven genutzt wurde. Es wurde 1997 als National Historic Landmark vom National Park Service gekennzeichnet, da es Teil der Underground Railroad war.
- In Princeton wurde zu seinen Ehren ein Obelisk errichtet.
- In einem Brief von Präsident Lincoln stand: Let him have his marble monument along with the well assured and more enduring one in the hearts of all those who love Liberty unselfishly and for all (deutsch: Möge er sein Denkmal in Marmor haben, zusammen mit dem sicheren und dauerhaften Denkmal in den Herzen all derer, die die Freiheit selbstlos und für alle lieben).[9]